# Marina Nichișenco
Marina Nichișenco (n. 28 iunie 1986, Ordjonikidze, RSFS Rusă, URSS), cunoscută în lumea sportului ca Marina Marghieva (numele de fată), este o atletă din Republica Moldova specializată pe proba de aruncarea ciocanului.

## Biografie
Ea este sora mai mare a lui Zalina Marghieva și Serghei Marghiev, tustrei fiind antrenați de tatăl lor, Soslan. Recordul său personal este de 72,53 metri, stabilit în mai 2009, la Chișinău. Anterior ea a deținut și recordul național la această probă.
Ea a participat la Jocurile Olimpice de vară din 2008 și a fost aproape să participe la Jocurile Olimpice de vară din 2012, dar a fost retrasă de Comitetul Național Olimpic și Sportiv din Republica Moldova după ce a fost depistată pozitiv cu stanozolol la un test antidoping din iulie 2012. Ca urmare a acestui fapt ea a fost suspendată de Asociația Internațională a Federațiilor de Atletism (IAAF) pe o perioadă de doi ani pentru utilizarea substanțelor interzise.

## Performanțe
| An                                    | Competiție                                 | Locație                               | Loc                                   | Note                                  |
| Competitoare pentru Republica Moldova | Competitoare pentru Republica Moldova      | Competitoare pentru Republica Moldova | Competitoare pentru Republica Moldova | Competitoare pentru Republica Moldova |
| ------------------------------------- | ------------------------------------------ | ------------------------------------- | ------------------------------------- | ------------------------------------- |
| 2005                                  | Campionatele Europene de Juniori (sub 20)  | Kaunas, Lituania                      | 13                                    | 53,87 m                               |
| 2007                                  | Campionatele Europene de Tinerest (sub 23) | Debrețin, Ungaria                     | 15                                    | 57,95 m                               |
| 2007                                  | Universiada de vară                        | Bangkok, Thailanda                    | 15                                    | 58,66 m                               |
| 2008                                  | Jocurile Olimpice                          | Beijing, China                        | 41                                    | 62,12 m                               |
| 2009                                  | Universiada de vară                        | Belgrad, Serbia                       | 7                                     | 68,10 m                               |
| 2009                                  | Campionatul Mondial                        | Berlin, Germania                      | 33                                    | 64,83 m                               |
| 2010                                  | Campionatele Europene                      | Barcelona, Spania                     | 5                                     | 70,77 m                               |
| 2011                                  | Universiada de vară                        | Shenzhen, China                       | 7                                     | 65,83 m                               |
| 2011                                  | Campionatul Mondial                        | Daegu, Coreea de Sud                  | 17                                    | 67,95 m                               |
| 2012                                  | Campionatele Europene                      | Helsinki, Finlanda                    | 14                                    | 65,44 m                               |
| 2015                                  | Campionatul Mondial                        | Beijing, China                        | 25                                    | 66,63 m                               |
| 2016                                  | Campionatele Europene                      | Amsterdam, Olanda                     | 14                                    | 67,76 m                               |
| 2016                                  | Jocurile Olimpice                          | Rio de Janeiro, Brazilia              | 24                                    | 65,19 m                               |
| 2017                                  | Campionatul Mondial                        | Londra, Regatul Unit                  | 27                                    | 64,63 m                               |
| 2018                                  | Campionatele Europene                      | Berlin, Germania                      | 24                                    | 64,37 m                               |

## Recorduri personale
| Probă  | Performanță | Dată       | Locație  |
| ------ | ----------- | ---------- | -------- |
| Ciocan | 72,53 m     | 5 mai 2009 | Chișinău |